# Isparta
Isparta là một thành phố phía tây Thổ Nhĩ Kỳ, là tỉnh lỵ tỉnh Ispartacủa Thổ Nhĩ Kỳ. Thành phố Isparta có diện tích km2, dân số thời điểm năm 2010 là 222.556 người. Thành phố có Sân bay Isparta Süleyman Demirel. Thành phố nằm ở khu vực có độ cao từ mực nước biển là 1.035 m. Một tên khác của thành phố là "Thành phố Hoa Hồng".
Các hoạt động kinh tế chính của Isparta sản xuất thảm làm bằng tay. Ngành du lịch nội địa và quốc tế cũng trở thành một nguồn quan trọng của doanh thu cho thành phố. Đại học Süleyman Demirel nằm ở thành phố này.
Một số tòa nhà lịch sử và nhà từ thế kỷ XIX vẫn còn, nhưng rất hiếm so với số lượng công trình xây dựng hiện đại. Có một số nhà thờ Hồi giáo quan trọng trong Isparta, bao gồm cả nhà thờ Hồi giáo thời kỳ tiền Ottoman Hizir Bey (khoảng năm 1325), nhà thờ Hồi giáo Kutlubey hoặc Ulu (năm 1429, phục chế lớn trong thế kỷ XIX) và nhà thờ Hồi giáo Haci Abdi (năm 1569). Thành phố cũng tự hào có một nhà thờ Hồi giáo bởi kiến trúc sư triều đình Ottoman Mimar Sinan, nhà thờ Hồi giáo thế kỷ thứ mười sáu Firdevs PASA. Nhà thờ Hồi giáo cũng biết nhà thờ Hồi giáo Mimarsinan. Có một số còn lại nhà thờ Chính thống Hy Lạp từ thời kỳ Ottoman trong tình trạng bị hủy hoại. Các pháo đài Byzantine cũng chủ yếu là trong đống đổ nát. Thành phố này nằm gần một dòng lỗi và do đó dễ bị động đất dữ dội.
Isparta có các kết nối tốt đến các khu vực khác của Thổ Nhĩ Kỳ với cả đường sắt và đường bộ. Antalya nằm 130 km về phía nam và Eskişehir có cự ly 350 km về ở phía bắc.
Thành phố có Sân bay Isparta Süleyman Demirel.
Ngày 30 tháng 11 năm 2007, một chiếc máy bay chở khách McDonnell-Douglas của Atlasje với 57 người trên tàu đã bị rơi khi đang tiếp cận Sân bay Isparta Süleyman Demirel. Tất cả trên tàu đã thiệt mạng.

## Khí hậu
| Dữ liệu khí hậu của Isparta                  | Dữ liệu khí hậu của Isparta | Dữ liệu khí hậu của Isparta | Dữ liệu khí hậu của Isparta | Dữ liệu khí hậu của Isparta | Dữ liệu khí hậu của Isparta | Dữ liệu khí hậu của Isparta | Dữ liệu khí hậu của Isparta | Dữ liệu khí hậu của Isparta | Dữ liệu khí hậu của Isparta | Dữ liệu khí hậu của Isparta | Dữ liệu khí hậu của Isparta | Dữ liệu khí hậu của Isparta | Dữ liệu khí hậu của Isparta |
| Tháng                                        | 1                           | 2                           | 3                           | 4                           | 5                           | 6                           | 7                           | 8                           | 9                           | 10                          | 11                          | 12                          | Năm                         |
| -------------------------------------------- | --------------------------- | --------------------------- | --------------------------- | --------------------------- | --------------------------- | --------------------------- | --------------------------- | --------------------------- | --------------------------- | --------------------------- | --------------------------- | --------------------------- | --------------------------- |
| Cao kỉ lục °C (°F)                           | 17.6 (63.7)                 | 22.5 (72.5)                 | 26.8 (80.2)                 | 29.5 (85.1)                 | 35.4 (95.7)                 | 36.2 (97.2)                 | 42.3 (108.1)                | 41.2 (106.2)                | 37.4 (99.3)                 | 33.1 (91.6)                 | 25.4 (77.7)                 | 20.0 (68.0)                 | 42.3 (108.1)                |
| Trung bình ngày tối đa °C (°F)               | 6.6 (43.9)                  | 8.4 (47.1)                  | 12.3 (54.1)                 | 17.0 (62.6)                 | 22.3 (72.1)                 | 27.3 (81.1)                 | 31.2 (88.2)                 | 31.4 (88.5)                 | 27.2 (81.0)                 | 21.2 (70.2)                 | 14.4 (57.9)                 | 8.5 (47.3)                  | 19.0 (66.2)                 |
| Trung bình ngày °C (°F)                      | 1.8 (35.2)                  | 3.3 (37.9)                  | 6.6 (43.9)                  | 10.8 (51.4)                 | 15.6 (60.1)                 | 20.3 (68.5)                 | 24.0 (75.2)                 | 23.9 (75.0)                 | 19.3 (66.7)                 | 13.8 (56.8)                 | 7.7 (45.9)                  | 3.5 (38.3)                  | 12.5 (54.5)                 |
| Tối thiểu trung bình ngày °C (°F)            | −2.1 (28.2)                 | −1.1 (30.0)                 | 1.3 (34.3)                  | 4.8 (40.6)                  | 8.9 (48.0)                  | 13.0 (55.4)                 | 16.2 (61.2)                 | 16.0 (60.8)                 | 11.5 (52.7)                 | 7.2 (45.0)                  | 2.2 (36.0)                  | −0.5 (31.1)                 | 6.5 (43.7)                  |
| Thấp kỉ lục °C (°F)                          | −19.2 (−2.6)                | −21.0 (−5.8)                | −18.5 (−1.3)                | −7.7 (18.1)                 | −1.2 (29.8)                 | 4.3 (39.7)                  | 4.9 (40.8)                  | 7.0 (44.6)                  | −0.8 (30.6)                 | −4.2 (24.4)                 | −11.5 (11.3)                | −15.4 (4.3)                 | −21.0 (−5.8)                |
| Lượng Giáng thủy trung bình mm (inches)      | 70.3 (2.77)                 | 51.5 (2.03)                 | 55.2 (2.17)                 | 51.6 (2.03)                 | 60.1 (2.37)                 | 30.9 (1.22)                 | 19.3 (0.76)                 | 16.1 (0.63)                 | 20.8 (0.82)                 | 38.5 (1.52)                 | 43.6 (1.72)                 | 68.4 (2.69)                 | 526.3 (20.72)               |
| Số ngày giáng thủy trung bình                | 12.17                       | 10.97                       | 11.10                       | 11.60                       | 12.20                       | 7.60                        | 3.83                        | 4.10                        | 4.93                        | 7.27                        | 7.73                        | 11.63                       | 105.1                       |
| Số giờ nắng trung bình tháng                 | 114.7                       | 135.6                       | 179.8                       | 204.0                       | 251.1                       | 297.0                       | 334.8                       | 316.2                       | 273.0                       | 217.0                       | 165.0                       | 111.6                       | 2.599,8                     |
| Số giờ nắng trung bình ngày                  | 3.7                         | 4.8                         | 5.8                         | 6.8                         | 8.1                         | 9.9                         | 10.8                        | 10.2                        | 9.1                         | 7.0                         | 5.5                         | 3.6                         | 7.1                         |
| Nguồn: Cơ quan Khí tượng Nhà nước Thổ Nhĩ Kỳ |                             |                             |                             |                             |                             |                             |                             |                             |                             |                             |                             |                             |                             |

## Thành phố kết nghĩa
- Comrat, Moldova
- Hamadan, Iran